# Proceso a la ley
Proceso a la ley es una película en blanco y negro coproducción de Argentina y España dirigida por Agustín Navarro según el guion de Antonio Vich y Rafael Sánchez Campoy sobre un argumento de Agustín Navarro que se produjo en 1964 pero no se estrenó comercialmente y recién en 1972 fue exhibida por televisión. Tuvo como protagonistas a Olga Zubarry, Antonio Vilar, Eduardo Rudy y Conchita Núñez y también se exhibió con el título alternativo de  Proceso a la conciencia.

## Sinopsis
Un juez rígido y moralista se enamora de su sobrina.

## Reparto
- Olga Zubarry
- Antonio Vilar
- Eduardo Rudy
- Conchita Núñez
- Guillermo Battaglia
- Carmen de la Massa
- Mercedes Llambí
- Luis Rodrigo
- José María Vilches